# Przytuły (powiat szczycieński)
Przytuły (niem. Przytullen, 1938–1945 Steinhöhe) – osada w Polsce położona w województwie warmińsko-mazurskim, w powiecie szczycieńskim, w gminie Dźwierzuty. Wchodzi w skład sołectwa Rańsk.
Według podziału administracyjnego Polski obowiązującego w latach 1975–1998 miejscowość należała do województwa olsztyńskiego.